# Tissot
Tissot SA е швейцарска марка луксозни часовници, собственост на Swatch Group. Компанията е основана в Льо Локл (Le Locle), Швейцария, от Шарл-Фелисиен Тисо и сина му Шарл-Емил Тисо през 1853 г.
Tissot не да бива се бърка с Mathey-Tissot, друга швейцарска часовникарска фирма.

## История

### Независима компания
Tissot е основана през 1853 г. от Шарл-Фелисиен Тисо (1804 – 1873) и сина му Шарл-Емил Тисо (1830 – 1910) в швейцарския град Льо Льокл, в кантона Ньошател в района на планината Юра. Двамата превръщат къщата си в малка „фабрика“, която произвежда джобни часовници с помощта на доставени части. Шарл-Емил често пътува до Русия и САЩ, за да продава продуктите. Синът Шарл-Емил поема фирмата през 1883 г. и продължава търговските пътувания. През 1858 г. заминава за Русия и успешно продава джобните си часовници Savonnette в цялата Руска империя. Русия се превръща в най-големия пазар на Tissot, като марката придобива популярност дори в царския двор. Шарл Тисо, синът на Шарл-Емил, се премества в Москва през 1885 г., за да управлява филиала, който баща му е създал там. От 1915 г. фирмата започва да произвежда и ръчни часовници по инициатива на сина на Шарл – Пол (1890 – 1951), който междувременно се присъединява към фирмата. През 1920 г. фирмата преминава към производство на собствени механизми.

### Omega, SSIH
През 1929 г. световният финансов колапс довежда цялата часовникарска индустрия до застой и Omega и Tissot сключват съюз под ръководството на Пол Тисо-Дагет, който се обучава в Tissot и става главен изпълнителен директор на Omega през 1930 г. В резултат на сливането се създава Société Suisse pour l'Industrie Horlogère (SSIH). Часовниците Tissot-Omega от тази епоха се търсят много от колекционерите.
Първият ангажимент на Tissot като официален хронометрист е през 1938 г., когато измерват времето на серия от ски състезания във Вилар-сюр-Олон, близо до родния град на компанията в планината Юра. През 1938 г. хронометри Tissot са използвани за измерване на времето за спускане със ски в Швейцария, а през 1957 г. – за Купа Дейвис.

### Дъщерно дружество на Swatch
През 1985 г. компанията Tissot става част от SMH Group (преименувана на Swatch Group Ltd. през 1998 г.), което позволява на компанията да увеличи влиянието си в средния ценови диапазон на пазара и да продължи да въвежда иновации.
Посланици на марката Tissot са: Тони Паркър, Лю Ифэй, Вират Кохли, Дипика Падуконе, Хуан Сяомин, Хорхе Лоренсо, Томас Люти, Неха Какар, Марк Маркес и Рана Дагубати. В момента Tissot е официален хронометрист и доставчик на часовници на NBA.
Tissot е официален хронометрист на световните първенства по колоездене, мотоциклетизъм, фехтовка, хокей на лед и др. Tissot е спонсор на автомобилните отбори от Формула 1 Lotus, Renault и Sauber. В миналото ръчните хронометри са били достатъчни за осигуряване на официално измерване на времето; в по-ново време производителите и спортните организации заедно разработват по-точни системи за конкретни събития. В състезателното колоездене например на велосипедите и пистата се поставят сензори, които се свързват с компютри, за да предоставят данни за времето и резултатите.

### Девиз
Девизът на компанията Tissot е „Новатори по традиция“, а нейната мисия е да дава „златна стойност на цената на сребро“.

## Иновации
Tissot представя първия масово произвеждан джобен часовник, както и първия джобен часовник с две часови зони през 1853 г. и първия антимагнитен часовник през 1929 – 30 г. Tissot е и една от първите компании, които произвеждат антимагнитен ръчен часовник в началото на 30-те години. Компанията Tissot е първата, която произвежда часовници от пластмаса с прозрачен корпус (Idea 2001 през 1971 г.), считан за родоначалник на оригиналния дизайн на часовниците Swatch. Пускат се също часовници от камък (алпийски гранит в RockWatch през 1985 г.), седеф (часовникът Pearl през 1987 г.) и дърво (часовникът Wood през 1988 г.). Tissot представя първия си тактилен часовник с технология "T-Touch" през 1999 г.; часовниците, съдържащи тази технология, имат чувствителни на допир сапфирени кристали за управление на различни функции, включително компас, барометър, висотомер и термометър. Моделите T-Touch Expert Solar и T-Touch Lady Solar от 2014 г. имат 25 функции.

## Галерия
- Tissot „1853“
- Tissot от 1958 г.
- Tissot Couturier
- Tissot от 1958 г.
- Tissot Twotimer, 1990 г.
- Tissot PRC 200
- Джобен часовник Tissot, отворен капак